# سمنة بطنية
السِمنة البطنية أو الكرش أو البِطْنَة، هو تضخم في حجم الخلايا الدهنية على البطن، نتيجة لتركز الدهون في هذه المنطقة، وغالبا ما يكون الكرش مصحوبا بزيادة في الوزن بشكل عام ويكون غالبا نتيجة الإسراف في تناول الطعام والشراب بشكل زائد على حاجة الجسم ويمكن التخلص من الكرش بطرق التخسيس المختلفة كاتّباع الحمية الغذائية وممارسة التمارين الرياضية ورياضة المشي.
أكدت دراسة أمريكية وجود علاقة بين السِمنة البطنية وزيادة احتمالية تعرض الفرد للوفاة الناجمة عن الإصابة بأمراض القلب، كما ثبت وجود علاقة بين دهون البطن والخصر ومرض السكري من النوع الثاني. توجد الدهون الحشوية داخل البطن داخل التجويف البريتوني، مُعبأة بين الأعضاء الداخلية والجذع على عكس الدهون تحت الجلد والدهون داخل العضلات. تتكون الدهون الحشوية من عدة مستودعات دهنية بما في ذلك الدهون المساريقية، الأنسجة الدهنية البربخية البيضاء والدهون المحيطة بالكلية. زيادة الدهون الحشوية يُدعى بالسمنة المركزية أو بطن الوعاء «الكرش» حيث تبرز البطن بشكلٍ واضح وأيضاً تُدعى البطن على شكل التفاحة على عكس شكل البطن الشبيهة بحبّة الالكمثرى والتي تترسب فيها الدهون في الوركين والأرداف.
بدأ الباحثون في التركيز على دراسة الدهون في منطقة البطن بدايةً من عام 1980 عندما أدركوا العلاقة الوطيدة بينها وبين أمراض القلب، الأوعية الدموية، مرض السكري وأمراض اضطراب شحوم الدم. كما أنّ السمنة المرتبطة بمنطقة البطن ذات علاقة وثيقة بالاختلالات الأيضية وأمراض القلب والأوعية الدموية بشكلٍ أكثرَ من السمنة العامة. في أواخر الثمانينات وبداية التسعينات اكتُشفت تقنيات التصوير الثاقبة والقوية والتي من شأنها تحقيق المزيد من التقدم في فهم المخاطر الصحية الناتجة عن تراكم الدهون في الجسم. التقنيات مثل التصوير المقطعي والتصوير بالرنين المغناطيسيّ مكّنت الأطباء من تصنيف كُتل الأنسجة الدهنية الواقعة في منطقة البطن حسب وجودها داخل البطن أو تراكمها تحت الجلد.

## المخاطر الصحية
ترتبط السمنة المركزية بزيادة فُرص التعرض لأمراض القلب، ارتفاع ضغط الدم، مقاومة الانسولين ومرض السكري من النوع الثاني.
وُجدأنّ زيادة نسبة الخصر إلى الورك وزيادة محيط الخصر بوجهٍ عام يهدد بخطر الموت كذلك.
كما ترتبط متلازمة الأيض مع بدانة منطقة البطن، اضطراب نسبة دهون الدم، الالتهاب، مقاومة الانسولين، مرض السكري وزيادة خطر الإصابة بأمراض القلب والأوعية الدموية. وحديثاً يُعتقد أنّ دهون منطقة البطن هي المستودع لأكبر المخاطر التي تهدد الصحة.
من الممكن أن تكون السمنة المركزية سمةً من سمات الحثل الشحميّ وهي مجموعة من الأمراض التي ربما تكونُ وراثيةً أو نتيجةً لأسبابٍ ثانوية أخرى مثل مثبطات الانزيم البروتينى «بروتياز» وهي مجموعة من الأدوية المُستخدمة لمكافحة مرض نقص المناعة المكتسب الإيدز.
السمنة المركزية هي أحد أعراض متلازمة كوشينغ  كما أنها شائعة أيضاً مع مرضى متلازمة تكيس المبايض.
وترتبط السمنة المركزية بالحساسية المفرطة تجاه الجلوكوز واضطراب شحوم الدم وبمجرد تفاقم مشكلة اضطراب شحوم الدم فإن تجويف البطن يقوم بزيادة تدفق الأحماض الدهنية الحرة إلى الكبد.
مشكلة السمنة في منطقة البطن لا يُعانى منها ذوو السمنة المفرطة فقط ولكنها أيضاً تصيبُ غير البُدناء كما أنها تؤثر على حساسية الانسولين.

### مرض السكري
هناك العديد من الفرضيات حول أسباب مرض السكري من النوع الثاني ومن المعروف أنّ السمنة المركزية تهيئ الأفراد لمقاومة الأنسولين.
الدهون في منطقة البطن تكون نشِطة هرمونياً حيث تقوم بإفراز مجموعة من الهرمونات تُدعى «أديبوكاينز» والتي قد تؤثر سلباً على تحمُّل الجلوكوز.لكنّ أديبونيكتين الذي وُجد بنسبٍ مُنخفضة في الأشخاص البُدناء والمصابين بداء السكري أظهرت الأبحاث أنه يفيد وقائياً من داء السكري من النوع الثاني.
مُقاومة الأنسولين هي سمة أساسية في مرض السكري من النوع الثاني في حينِ أنّ السمنة المركزية ترتبط بكليهما بشكلٍ وثيق.
السمنة الزائدة أو البدانة ترفع مستويات الريزيستين في الدم والذي يرتبط بدوره بمقاومة الأنسولين.وقد أظهرت الدراسات أيضاً وجود علاقة بين الريزيستين وداء السكري من النوع الثاني.و قد وجد أن تراكم الدهون في منطقة البطن هي الأكثر تسبباً في زيادة نسبة الريزيستين في الدم كما وُجد أن نسبة الريزيستين بعد خضوع السمنة للعلاج الطبي وعلاجها.

### الربو
تشكل الإصابة بالربو بسبب السمنة قلقاً واضحاً حيثُ يقل حجم الرئتين وتكون العضلات أشدّ ومجرى التنفس يكونُ أكثرَ ضيقاً فتلاحظ أنّ الأشخاص البدينين يتنفسون بسرعة في أحيانَ كثيرة ويتنفسونَ مقدراً محدوداً من الهواء  كما أنهم أكثر عُرضةً لدخول المشفى لعلاج الربو حيثُ وجد في الدراسات أن 75% من الحالات التي تعانى من الربو في غرفة الطوارئ كانت بسبب زيادة الوزن أو السمنة.

### مرض الزهايمر
استناداً إلى الدراسات، فمنَ الواضح أن السمنة ذاتَ علاقة قوية بأمراض الأوعية الدموية وأمراض التمثيل الغذائي التي يُحتمل أن تكون مرتبطة بمرض الزهايمر. وقد أظهرت الدراسات الحديثة أيضا وجود ارتباط بين السمنة في منتصف العمر والخرف، ولكن العلاقة بين السمنة بعد التقدم في العمر والخرف تكون أقل وضوحا.
هناك دراسة من قِبل مرجع Debette وآخرون في عام 2010 أُجريت على 700 شخص من البالغين أظهرت وجود كميات كبيرة من الدهون الحشوية بغض النظر عن الأوزان الكلية لهم واتربطت أيضاً بصغر حجم الدماغ وزيادة خطر الخرف.
لمرض الزهايمر والسمنة المركزية علاقة قوية ببعضهما البعض أضف إلى ذلك العوامل الأيضية الأخرى للإصابة بالزهايمر فنجد أن خطر الإصابة بالزهايمر ازداد بشكلٍ واضح.
واستناداً إلى تحليل الانحدار اللوجستي، تبين أن السمنة كانت مرتبطةً بزيادة خطر الإصابة بالزهايمر بما يقرب من 10 أضعاف.

## أنواع الكرش
تقسم الكروش إلى أربعة أنواع

### الكرش العضلي
وهو يتكون نتيجة عدم التوازن في استخدام الجهاز الحركي مثلاً استخدام عضلات الكتفين والذراعين فقط أثناء العمل ولايتحرك الوسط أثناء الجلوس على المكتب أو أثناء قيادة السيارة وفي هذا النوع يحدث تمدد لعضلات البطن ويزيد حجمه ويتكور.

### الكرش المترهل
ويحدث نتيجة استعمال عضلتين فقط في وسط البطن فتكون النتيجة هي ترهل وظهور الكرش، ويحدث أيضاً نتيجة العلميات الجراحية في منطقة البطن مثل عمليات الفتق التي تؤدي إلى ترهل البطن وظهور الكرش بشكل مترهل مع وجود ثنيات في الجلد على شكل طبقات في بعض الأحيان.

### الكرش المنتفخ
وهو يشبه البالون، ويحدث نتيجة إسراف الإنسان في تناول الطعام والشراب بشكل كبير.

### الكرش الهرموني
ويكون متعرجا ويشبه قشر البرتقال، ويحدث عندما يضطرب عمل الهرمونات داخل الجسم فيختل توزيع الغدة فوق الكلوية للدهون على مناطق الجسم مما يؤدي إلى زيادة الشحوم في منطقة البطن فقط وذلك بالنسبة الرجال، أما بالنسبة للنساء فإن الدهون غالباً ما تتراكم في الجزء السفلي من البطن ويصاحبه سمنة في الفخدين والأرداف وتأخذ هذه السمنة أشكالاً غير منتظمة في هذه الأجزاء.

## أسباب
الاعتقاد السائد حالياً أن السبب المباشر للسمنة في منطقة البطن هو نتيجة اختلال توازن الطاقة حيث يقوم الإنسان باستهلاك عددٍ من السعرات الحرارية يتخطّى احتياجاته ويفوق استهلاكه لها معدلات تخلصه منها. وتشير الدراسات إلى أنّ السمنة الحشوية جنباً إلى جنبٍ مع تقلبات نسب الدهون وقلة حساسية الجسم للانسولين  كلها تنتج من التناول المفرط للسكر الفركتوز.
كما أنّ زيادة تناول اللحوم لوحظ أنه مرتبط بدرجةٍ كبيرة بزيادة وزن الجسم والسمنة في منطقة البطن تحديداً حتى في حال حساب عدد السعرات الحرارية المُكتسبة.
هناكَ عواملَ بيئية أخرى مثلَ تدخين الأم، تناول مركبات الاستروجين في الغذاء وخلل عمل الغدد الصماء قد يسهم هذا كعوامل لحدوث السمنة.
تلعب السمنة دوراً مهماً في إعاقة التمثيل الغذائي للكربوهيدرات والدهون كما يحدث في حالة تناول وجبات غذائية عالية المحتوى من الكربوهيدرات.[هل المصدر موثوق به؟] 
كما تبيّنَ أيضاً أنّ تناول البروتينات بشكلٍ معتدل يرتبط عكسياً مع نسبة السمنة في منطقة البطن حيثُ يتم حساب عدد الأحماض الأمينية الأساسية بالنسبة لكَم البروتين المُتناول في الغذاء اليومى.
تقوم الخلايا الدهنية الحشوية بإلقاء مخلفاتها الناتجة عن التمثيل الغذائي في الدورة البابية والتي تؤدى مباشرة إلى الكبد وبا التالى فإن فائض الدهون الثلاثية والأحماض الدهنية التي تم تصنيعها بواسطة الخلايا الدهنية الحشوية تتوجه إلى الكبد حيث تقيم فيه ويتم تخزينها على شكل دهون فيما يُسمى بالتسمم الدهنى أو lipotoxicity.
فرط نسبة الكورتيزول في الدم كما في حالة داء كوشينغ يؤدي أيضاً إلى السمنة المركزية.
قد تحتوي الوصفات الطبية على بعض العقاقير التي تؤدى إلى السمنة المركزية مثل ديكساميثازون وبعض الاستيرويدات الأخرى وخاصةً في حال ارتفاع مستويات الانسولين.
تزداد مُعدلات البدانة في المجتمعات الغربية والأرجح أنه عائد إلى انخفاض النشاط البدنى وتناول الطعام المحتوي على سعرات حرارية عالية كما أن ذلك أصبح شائعاً في المجتمعات النامية حيثُ التمدُّن والتوسع العمرانيّ للسكان.
عملية قياس الخصر هي الأكثر عُرضةً للأخطاء من قياس الوزن والطول فمن المُستحسن استخدام كل المعايير ومؤشر كتلة الجسم هو أفضل تقدير لإجمالي السمنة في الجسم ويعطي قياس الخصر تقديراً لنسبة الدهون الحشوية ومخاطر الأمراض المرتبطة بالسمنة.

### تناول الكحوليات
أظهرت الدراسات أنّ تناول الكحوليات يرتبط مباشرة مع محيط الخصر مع وجود عُرضة لخطر السمنة في منطقة البطن عند الرجال ولكن ليس في النساء في الوقت الحالى.و هناك حاجة إلى مزيدٍ من الدراسات لتحديد إذا ما كانت هناكَ علاقة بين تناول الكحول والسمنة في منطقة البطن في النساء اللاتى يستهلكن الكحوليات بكمياتٍ كبيرة.

## التشخيص

صور ظلية توضح محيط الخصر في الحالة الطبيعية ، حالة زيادة الوزن و حالة السمنة

توضح الصور الظلية وقياس الخصر إذا ما كان الجسم طبيعياً، زائداً في الوزن أو سميناً وهناكَ عدّة طُرق لقياس البدانة في منطقة البطن منها:
- محيط الخصر المطلق: ويبلغ > 102 سم (40 بوصة) في الرجال و > 88 سم (35 بوصة) في النساء.[52]
- نسبة الخصر إلى الوِرك «محيط الخصر مقسوماً على محيط الوركين» ويكون > 0.9 في الرجال و > 0.85 للنساء.[53]
- نسبة الخصر إلى الطول.[54]
- القطر السهمى للبطن.[55]

في هؤلاء لذين لديهم مؤشر كتلة الجسم < 35 فإن الدهون داخل البطن ترتبط بنتائج صحية غير محمودة بغض النظر عن إجمالي الدهون في الجسم  حيثُ أن الدهون الحشوية ترتبط بشكلٍ وثيق بأمراض القلب والأوعية الدموية.
في أولئك الرجال الذين لديهم محيط الخصر 102 سم أو أكثر فإنهم يعتبرون في خطرٍ كبير جرّاءَ البدانة في منطقة البطن.في حين أنه ذلك ينطبق على النساء إذا كان محيط الخصر 88 سم أو أكثر.
تُعد قياسات الخصر ومؤشر كتلة الجسم من الطرق الأشهر لاكتشاف السمنة ومع ذلك فإن قياسات الخصر ليست بدرجة الدقة مثل مؤشر كتلة الجسم ولهذا السبب يُفضل استخدام كلا الطريقتين.
من الممكن بسهولة تمييز السمنة المركزية بمجرد النظر إلى البطن بعد رفع أو خلع الثياب كما في الصورة.
ويشتمل التشخيص التفريقى في حالة السمنة المميزة حالات الاستسقاء والانتفاخ المعوي.
في دراسة شارك فيها فوج من 1500 شخص في مسح لفحص الصحة والتغذية الوطنى وأوضح قياس محيط الخصر المخاطر الصحية المرتبة بالسمنة أفضل من مؤشر كتلة الجسم حينَ استُخدمت متلازمة الأيض كناتج للقياس وكان هذا الاختلاف ذا دلالة احصائية وبعبارةٍ أخرى فإن محيط الخصر المفرط على ما يبدو يمثل عاملاً للخطر بالمتلازمة بالأيضية أكثر من مؤشر كتلة الجسم.
هناكَ مقياسٌ آخر للسمنة المركزية يتفوق على مؤشر كتلة الجسم في التنبؤ بمخاطر القلب والأوعية الدموية وهو قياس نسبة الخصر إلى نسبة الطول فيمكن تشخيص السمنة المركزية في حال كون نسبة الخصر إلى طول الشخص > أو تساوي 0.5 وهذا يُعد مؤشراً للتنبؤ بزيادة نسبة الخطر.
تحليل الدهون داخل البطن هو مقياس آخر لتشخيص السمنة والأدق على الإطلاق في تحديد الخطر على صحة الفرد.
ترتبط زيادة كمية الدهون في تلك المنطقة بزيادة نسبة الدهون والبروتينات الدهنية في البلازما حسبَ الدراسات التي أجراها (إيريك فيلومان) في عام
1998.
أدّى تزايد أهمية السمنة المركزية في الطب نظراً لمخاطرها الجسيمة إلى تطوير طرق التشخيص مثل مؤشر حجم الجسم والذي يقيس السمنة المركزية بواسطة قياس شكل جسم الشخص وتوزيع وزنه عليه.
لا تحدث السمنة المركزية فقط في أولئك الذين يعانون من السمنة المفرطة بس بل تحدث أيضاً في غير البُدناء وتؤثر على حساسية الجسم للانسولين.

### مؤشر السمنة المركزية
مؤشر السمنة المركزية هو النسبة بين محيط الخصر والطول والذي ظهر لأول مرة بواسطة «باريخ» في عام 2007 كبديلٍ أفضل لمحيط الخصر الذي يستخدم بكثرة في تحديد متلازمة التمثيل الغذائي.
قام برنامج الكوليسترول التعليمى القومى الثالث لعلاج البالغين باقتراح اعتبار أن الحد الفاصل لاعتبار السمنة المركزية هو 102 سم (40 انشاً) في الذكور و 88 سم أو (35 انشاً) للإناث. ويعتبر أيضاً هو نفس الحد الفاصل لمتلازمة التمثيل الغذائي. اقترح «ميسرا» أن هذه النقاط الفاصلة ليست قابلةً للتطبيق على الهنود حيث يلزم خفضها إلى 90 سم (35 انشاً) للذكور و 80 سم أو (31 انشاً) للإناث.وبالمثل تمّ اقتراح نقاطٍ فاصلة مختلفة لكل فصيلٍ بشريّ. هناكَ عائق آخر في تطبيق محيط الخصر وهو أنه غير ملائم للتطبيق على الأطفال.
قام «باريخ» بالنظر إلى متوسط أطوال الأجناس والأعراق المختلفة من البشر واقترح أنه بواسطة استخدام مؤشر السمنة المركزية المختلفة لكل جنس بشري ولكل نوعٍ ذكراً كان أو أنثى فإنّه يمكن إهمال الحدود الفاصلة المعتمدة على محيط الخصر كما اقترح أنّ النسبة الفاصلة لمؤشر السمنة المركزية هي 0.5 كمعيار لتحديد السمنة المركزية.كما قامَ بتجربة تعريفٍ جديد لمتلازمة التمثيل الغذائي حيث يتم استبدال محيط الخصر بمؤشر السمنة المركزية في قاعدة بيانات المسح الوطنى للصحة والتغذية ووُجد أن التعريف الجديد أكثرَ دقةً وتحديداً.
وتمّ استخدام هذا المؤشر في دراسة متلازمة التمثيل الغذائي وأمراض القلب والأوعية الدموية.
.

### مؤشر حجم الجسم
يعتمد مؤشر حجم الجسم على أساس مبدأ أنّ الوزن الزائد في منطقة البطن يُقاس كجزء ونسبة مئوية من الحجم الكلى للجسم والتي مثل مخاطرَ مُحتملة على الصحة.
و قد لخّصت التحقيقات الحديثة أنّ تقديرات الحجم الكلى والجزئي للجسم تتناسب بشكلٍ إيجابيّ مع المؤشرات الحيوية لمخاطر الإصابة بأمراض القلب والأوعية الدموية وكذلك هو الحال بالنسبة لمؤشر حجم الجسم.
قام «غروبى» بفحصِ إذا ما كان محيط البطن كمؤشر هو أكثر دقةً من مؤشر كتلة الجسم في حالة وجود التهابات بمفاصل الركبة في هؤلاء المرضى المصابين بالسمنة المفرطة. ووجد الباحثون أنهُ حقاً يرتبط بآلام والتهابات المفاصل في هؤلاء المرضى.
في عام 2007 قام «غروبي» بتلخيص أنّ محيط البطن المرتفع يرتبط بتدهور واضحٍ في وظائف الجسم.

### الفروق بين الجنسين
وُجد أن 50% من الرجال و 70% من النساء في الولايات المتحدة الأمريكية والذين تتراوح أعمارهم ما بين 50 و 79 عاماً يتجاوزن بالفعل الحد الفاصل لمحيط الخصر للسمنة المركزية.
وعندَ مقارنة نسبة الدهون في الرجال والنساء وُجد أنّ نسبة الدهون في الرجال تبلغ ضِعف الدهون الحشوية في النساء قبل سن انقطاع الطمث.
وترتبط السمنة المركزية بشكلٍ واضح بمخاطر الإصابة بأمراض الشرايين التاجية في النساء والرجال ولذا تمّ افتراض أنّ الفارق في توزيع الدهون قد يفسر اختلاف نسبة احتمالية الإصابة بأمراض الشرايين التاجية.

يختلف توزيع الدهون في مناطق الجسم على حسب الجنس والهرمونات حيثُ يُعتقد أن هرمون الاستروجين في النساء يتسبب في تخزين الدهون في الأرداف، الفخذين والوركين.
عند وصول السيدات لسن انقطاع الطمث وينخفض مُعدل افراز الاستروجين من المبايض تقوم تلك الدهون بالانتقال من تلك الأماكن وتُخزن في منطقة البطن.
الذكور يكونون أكثر عرضةً لتراكم الدهون في الجزء العُلوى من الجسم تحديداً في منطقة البطن نتيجةً لاختلاف الهرمونات عنها في السيدات.
ترتبط السمنة في منطقة البطن عند الرجال بانخفاض مُعدلات هرمون تستوستيرون. عند إعطاء هرمون التستوستيرون لوحظت زيادة واضحة في منطقة العضلات بالفخذ، انخفاض ترسب الدهون تحت الجلد على كل المستويات التي تخضع للقياس ولكن لوحظت زيادة طفيفة في الدهون الحشوية.
حتى مع وجود تلك الاختلافات بين المستويات المختلفة للسمنة المركزية التي تقاس بواسطة محيط الخصر أو نسبة الخصر إلى الورك فإنّ معدلات الإصابة بأمراض الشرايين التاجية هي نفسها في الرجال والسيدات.

## الوقاية والعلاج
الروتين الدائم من التمارين الرياضيّة، الأكل الصحيّ وتقليل عدد السعرات الحرارية المتناولة هي أساسيات تساعدك في التخلص من السمنة ومحاربتها.
باونداً واحداً من الدهون (0.454 كيلوجراماً) يحتوى على 3500 سعراً حرارياً أي ما يعادل 14644 كيلو جول من الطاقة وفي حالة خفض الوزن لابد من تقليل الطاقة المكتسبة 
وهناكَ بعض العلاجات المساعدة يصفها الطبيب مثل أورليستات أو سيبوترامين ولكنّ الدواء الأخير قد تم اتهامه بالتسبب في زيادة مشاكل القلب والأوعية الدموية والسكتات الدماغية وتمّ سحبه من السوق في الولايات المتحدة الأمريكية  ، المملكة المتحدة ، الاتحاد الأوربى ، أستراليا ، كندا ، هونغ كونغ ، تايلاند ، مصر وأخيراً المكسيك.
وتشير دراسة أُجريت في عام 2006 ونُشرت في المجلة الدولية للتغذية الرياضية والأيض  أنّ الجمع بين التمارين الرياضية الهوائية وتمارين المقاومة أكثر فاعلية من التمارين الهوائية وحدها في التخلص من الدهون من منطقة البطن. وفائدة أخرى للرياضة هي الحد من التوتر ويقلل من مستويات الانسولين وهذا يقلل من نسبة الكورتيزول وهو الهرمون المسؤول عن زيادة تراكم الدهون في منطقة البطن.
و يستطيع الفرد القيام بتحفيز ذاته عن طريق معرفة المخاطر المرتبطة بالسمنة في منطقة البطن وبإدراك أنها أكثر خطراً وتستحق اهتماماً أكثر من المخاوف حيال أدوات التجميل حيث ترتبط الدهون في منطقة البطن بأخطار الإصابة بأمراض القلب والأوعية الدموية، مرض السكري وحتى السرطان تحديداً تلك الطبقة الأعمق من الدهون في البطن والتي لا يمكن رؤيتها أو انتزاعها حيثُ تقوم الدهون الحشوية بإفراز هرمونات بإمكانها التأثير على الجسم بشكلٍ سلبيّ مثل مقاومة الانسولين وزيادة خطر الإصابة بسرطان الثدي.تزداد تلك المخاطر باعتبار حقيقةِ أنَّ تلك الدهون تقع بالقرب من الأعضاء الداخلية أو بينها داخل تجويف البطن فعلى سبيل المثال فإن الدهون القريبة من الكبد تصب فيه مسببةً الكبد الدهني والذي يُعد أحد العوامل لمقاومة الانسولين ممهداً الطريق للإصابة بمرض السكري من النوع الثاني.
في حالة وجود مرض السكري من النوع الثاني يفضل الأطباء وصف «ميتفورمين» وعقاقير من عائلة «ثيا زوليدين ديون» مثلَ «روزى جليتازون» و «بيوجليتازون» كعلاج للسكر بدلاً من مشتقات «سلفونيل يوريا». قد يتسبب «ثيا زوليدين ديون» في زيادة وزن الجسم بدرجةٍ طفيفة إلّا أنهُ يقلل من الدهون الحشوية المرضيّة ولذلك يعتبر علاجاً مناسباً لمرضى السكر والسمنة المركزية. لوحظ أنّ «ثيا زوليدين ديون» قد صاحب حدوث حالات قصور القلب، زيادة خطر أمراض القلب والأوعية الدموية وتمَّ سحبه من السوق الأوربيّ بواسطة الوكالة الطبية الأوروبية EMA في عام 2010 
قد يكون تناول الطعام منخفض الدهون ليسَ تدخلاً فعّالاً على المدى الطويل في حالات السمنة كما كتب "باكون" و "أفرامور" أنّ غالبية الحالات تستعيد الوزن الذي فقدته أثناء رحلة العلاج ثانيةً."
وجدت مبادرة صحة المرأة  أنّ التدخل الغذائي على المدى الطويل صاحبه زيادة في محيط الخصر في مجموعتيْ التدخل والسيطرة لكنّ الزيادة كانت أقل نسبياً في مجموعة التدخل وهذا يعنى أنّ الوزن انخفض في مجموعة التدخل بشكلٍ واضح بنسبة 2.2 كيلوجراماً عن خط الأساس للسنة الأولى والذي كانَ أقل من مجموعة السيطرة بمقدار 2.2 كيلوجراماً عن خط الأساس للسنة الأولى.
استمر تضاؤل هذا الفرق بين المجموعتين حتى اختفى تماماً مع الوقت ولكنّ الاختلاف الكبير في الوزن كان خلال السنة التاسعة وتلك كانت نهاية الدراسة.

## الثقافة والمجتمع

### أساطير
هناك فكرة خاطئةٌ مفادُها أنّ ممارسة الرياضة بواسطة عضلة معينة أو مكان محدد من الجسم تقوم بحرق الدهون بشكل فعال في الموقع المطلوب، ولكن هذا ليس هو الحال فتلك الممارسة مفيدة لبناء عضلاتٍ محددة، ولكن ليس له أثرٌ يذكر على الدهون في تلك المنطقة من الجسم. وينطبق نفس المنطق على تمارين النهوض من الأرض وتمارين البطن الأخرى المفيدة في بناء عضلات البطن، ولكن ليس لديهم تأثير يُذكر على الأنسجة الدهنية الموجودة هناك.

### أفكار عاميّة
هناك العديد من المصطلحات العامية المستخدمة للإشارة إلى السمنة المركزية وفي بعض الأحيان يوصف الذين يعانون من السمنة المركزية أنهم يتناولون البيرة ومع ذلك هناكَ أدلّة علمية قليلة عن أنّ شاربى البيرة هم أكثرُ عرضةً للسمنة المركزية.
وعلى الرغم من إطلاق بعض المصطلحات مثل «بطن البيرة»، «وعاء البيرة» فإنّ هناكَ واحدٌ فقط من الدراسات القليلة التي أجريت حول هذا الموضوع لم يجد أيّ احتمال أن يكون شاربى البيرة أكثر عرضةً من شاربي الكحول أو المشروبات الروحية أو حتّى غير المدمنين.
يمكن للإدمان المزمن للكحول أن يؤدي إلى تليف الكبد وأعراض مثل التثدِّي (كبر حجم الثدي) أو الاستستقاء في البطن وهذه الأعراض يمكن أن تعطى نفس مظهر السمنة المركزية.
يشار أيضاً إلى الدهون الزائدة على جانبي الخصر ب«مقابض الحب»

### لفتة اقتصادية
قام الباحثون في كوبنهاغن بدراسة العلاقة بين محيط الخصر والتكاليف بين 31840 شخصاً تتراوح أعمراهم ما بين 50 و 64 عاماً يتباينون في محيط الخصر وأثبت الدراسة أنّ الزيادة بمقدار 1 سم في محيط الخصر فوق المعدل الطبيعيّ صاحبه زيادة في تكاليف الرعاية الصحية بمقدار 1.25% و 2.08 % للناس والرجال على الترتيب. ولوضع هذا في الاعتبار فإنّ سيدةً بمحيط خصر يبلغ 95 سنتيمتراً ولا تعانى من أية مشاكلَ صحية فإنها تتحمل تكاليف اضافية تُقدر ب 22% أو 397 دولاراً أمريكياً عن سيدة ذات محيط خصر في الحدود الطبيعية.